# Chuck's Choice
Chuck's Choice (tạm dịch sang tiếng Việt: Lựa chọn của Chuck) là một bộ phim hoạt hình vui nhộn của Canada do DHX Media (nay gọi là WildBrain) sản xuất cho Corus Entertainment, ban đầu được phát sóng trên YTV từ ngày 6 tháng 5 năm 2017 đến ngày 9 tháng 6 năm 2017. Phim này có 20 tập đã được sản xuất.
Bộ phim kể về Chuck McFarlane, cậu bé 11 tuổi sở hữu một robot ngoài hành tinh. Khi cậu rơi vào nhiều tình huống khó khăn, robot UD của cậu sẽ chuyển sang "chế độ quyết định". Thời gian đóng băng và UD đưa ra cho Chuck ba lựa chọn. Cậu phải chọn một và điều đó sẽ thành hiện thực, nhưng không phải lúc nào cũng theo cách mà cậu mong đợi. Người bạn thân nhất của cậu, Misha, biết nghệ thuật chiến đấu và thường cứu Chuck khỏi những con quái vật và các mối đe dọa. Bất cứ khi nào Chuck chọn dịch chuyển họ đi đâu đó, Misha luôn đi cùng cậu.
Tại Việt Nam, loạt phim 20 tập được phát sóng trên kênh SAM - BTV11 và An Viên - BTV9 với tên gọi "Lựa chọn của Chuck".

## Nội dung
Bộ phim này kể về một cậu bé 11 tuổi tên Chuck McFarlane có một robot thay đổi thực tế giữa các thiên hà tên là UD, người đưa ra một trong ba lựa chọn trong suốt cả ngày của mình, dẫn đến những cuộc phiêu lưu khác nhau trong mỗi dòng thời gian.
Đây được gọi là "chế độ quyết định" và thời gian dường như đóng băng đối với tất cả mọi người trừ UD và "Người quyết định" (thường là Chuck). Mặc dù chúng có vẻ ngẫu nhiên, nhưng UD tiết lộ khả năng tác động đến việc lựa chọn trong "Flush Hour Two" khi cậu tạo ra ba lựa chọn giống hệt nhau để tìm kiếm sự giúp đỡ từ một con khỉ cướp biển nhằm giải cứu Ariana, con cá vàng mà cậu kết bạn thuộc về Misha, bạn thân nhất của Chuck.

## Nhân vật

### Nhân vật chính
- Chuck McFarlane (đóng bởi Sabrina Pitre): là anh hùng cùng tên của bộ phim.
- UD (viết tắt của U-Decide 3000, đóng bởi Ryan Beil): là robot ngoài hành tinh có khả năng lựa chọn, người bẻ cong thực tế để phù hợp với ý muốn bất chợt của Chuck.
- Misha[1][2] (đóng bởi Kira Tozer): là bạn thân nhất của Chuck và là nữ chính của bộ truyện. Chuck thường đặt biệt danh cho cô ấy là "Mish", bỏ chữ "a" ở cuối và giảm một nửa số âm tiết. Phụ đề chi tiết thường đánh vần tên cô ấy là Meesha hoặc Meesh. Cô có mái tóc được buộc thành đuôi ngựa có màu tím và hồng. Cô 12 tuổi.[3]

### Nhân vật phụ
- Ellen (đóng bởi Rebecca Shoichet): là mẹ của Chuck và Norm. Cô ấy là chủ khách sạn.[4]
  - Norm McFarlane (đóng bởi Peter Kelamis): là anh trai của Chuck.
  - Ash (cô ấy tự gọi mình, hoặc Ashley, như Norm gọi cô ấy; đóng bởi Rebecca Shoichet): là một học sinh.
- Cha mẹ của Misha (đóng bởi Tabitha St. Germain và Ian Hanlin).
- Joey Adonis (đóng bởi Vincent Tong): là một cậu bé nhà giàu, mắc bệnh béo phì, hay đối đầu với Chuck.
  - Biff Adonis (đóng bởi Ken Page): là bố của Joey, một ngôi sao điện ảnh và là người mà Chuck ngưỡng mộ.
    - Alfie (đóng bởi Jeff Bennett): là quản gia của Joey, người tắm cho anh ấy. Anh ấy thực tế coi Chuck là bạn thân.
- Pepper (đóng bởi Anddi McAfee): là một cô gái có mái tóc màu gừng và đeo kính.
- Nikole Denishlea (đóng bởi Jenna Claudette): là một cô gái màu gừng với mái tóc che một bên mắt.
- Cô Cho (đóng bởi Shannon Chan-Kent): là giáo viên của Chuck.
- Crown (đóng bởi Kevin Michael Richardson): là một nha sĩ đáng sợ.
- Huấn luyện viên Dwayne (đóng bởi Michael Daingerfield): là giáo viên thể dục hói đầu với bộ ria mép và đeo kính.
- Chilly Parchuway (đóng bởi Peter New).

### Nhân vật phản diện
- Borkle
- Mishina
- Eggmond

## Danh sách các tập phimChuck's Choice
Bộ phim này gồm 20 tập.
- Cool Hand Norm/Sunny Daze
- Show Me the Buddy/No Sleep Till
- The Dentalist/Maid in Cedar Hills
- Pig Hero Fix/So Wrong It's Right
- Grown-Up Chuck/Chuck Dynasty
- Poultry in Motion/Les Disherables
- "Smarten Up Chuck"/Ultimate Chuck
- Chuck of the Draw/Paw Enforcement
- Abraham Stinkin'/Box o' Norm
- Back Off, Borkle/Who's on Cursed?
- Ex Mishina/Veggie Tails
- No Pain, No Dwayne/Shell Raisers
- Comet and Get It/How to Restrain Your Dragon
- Action Jacket-son/Spirit of the Ce(dar)son
- We've Got Spirit/Cedar Hills' Most Wanted
- The Dark Dingo and Possum Pete/Flush Hour Two
- Bawk to the Future/Hairy Christmas
- In Space, Norman Can Hear You Scream/Area Fifty-Tree
- Joey in Da House!/Art Attack
- The Good, the Bad and the UD

## Ý nghĩa
Mỗi tập phim luôn là những giây phút giải trí vui nhộn, hài hước, nhưng đầy ý nghĩa, với nhiều hình ảnh sinh động có tính giáo dục cao.